# William Henry Bragg
William Henry Bragg (født 2. juli 1862 i Westward, Cumberland, død 10. marts 1942) var en britisk fysiker og kemiker, som delte Nobelprisen i fysik fra 1915 med sin søn William Lawrence Bragg.

## Biografi
William Bragg blev født i Westward, nær Wigton i Cumberland. Hans far, Robert John Bragg, var kaptajn, men valgte at leve som bonde. Robert Bragg var gift med Mary Wood, datter af en præst.
William Bragg blev uddannet på Market Harborough Grammer school og senere på King William's College for mænd. Han fik tildelt et mindre stipendium af Trinity College i Cambridge i 1881. Her studerede han matematik hos dr. E.J. Routh. Han tog sin afgangseksamen i 1884, som den tredje student i "Mathematical tripos". I 1885 blev han udnævnt til "professor af ren og skær matematik, som skulle undervise i fysik" på Adeleide universitet i Australien. Han opsagde sit professorat på Adelaide i 1908 til fordel for Leeds Universitet.
I Leeds arbejdede Bragg med røntgenstråler med stor succes. Han opfandt sammen med sin søn William Lawrence Bragg "røntgenspektrometeret".
I 1915 fik han sammen med sønnen Lawrence tildelt Nobelprisen i fysik for deres indsats inden for analysen af krystallers strukturer ved hjælp af røntgenstråler.

## Hædersbevisninger
- Nobelprisen i fysik (1915)[1]
- Matteuccimedaljen (1915)[3]
- Rumfordmedaljen (1916)[2]
- CBE (1917)[2]
- KBE (1920)[2]
- Copleymedaljen (1930)[2]
- Order of Merit (1931)[2]
- Faradaymedaljen (1936)[4]